# استفان میلرو
استفان میلرو (انگلیسی: Stéphane Millereau؛ زادهٔ ۲۶ اوت ۱۹۷۶) بازیکن فوتبال اهل فرانسه است.